# Червона нитка долі
Червона нитка долі (кит.: 紅線; яп. 運命の赤い糸) — поширене у Китаї та східній Азії повір'я про зв'язок двох людей.
Давній китайський міф каже, що боги пов'язують червону нитку навколо щиколоток двох людей, котрим судилося вплинути одне на одного або судилося бути разом. Ця нитка може розтягуватися або заплутуватися, але ніколи не рветься. Через певний час нитка починає скорочуватися доти, доки двоє людей не зустрінуться.

## Факти
- Згідно з міфом, ниткою володіє старець Юерао, котрий керує весіллями та шлюбними зв'язками.
- У Японії також є подібне повір'я, але у японській версії нитка прив'язується не до щиколоток, а до мізинців.

## Легенда
Юнака на ім'я Іко, котрий у дитинстві втратив батьків, переслідували невдачі з пропозиції руки та серця. Під час однієї мандрівки він зустрів дивного старця з великим мішком. Старий сидів на сходинках храму, читаючи під світлом місяця книгу мертвих, написану невідомими ієрогліфами. Старець пояснив Іко, що двох людей пов'язує червона нитка долі, і дівчині, котра призначена Іко, усього 3 роки — саме тому пошуки дружини для нього закінчувалися невдачею. Цією дівчиною виявилась брудна дитина в одноокої старої. Побачивши це, Іко дав катану своєму слузі і послав його вбити дитину. Слуга поцілив катаною дівчинці у лоба, але дитина вижила. Через 14 років Іко одружився з дівчиною, у якої була рана посередині лоба. Як виявилося, це була та сама дівчина, яку він наказав вбити.